# 杉常道
杉 常道（すぎ つねみち）は、江戸時代後期（幕末）の長州藩士。杉民治、吉田松陰、楫取美和子らの父。

## 生涯
文化元年（1804年）、無給通組士の杉常徳（七兵衛）の子として誕生する。文政7年（1824年）に家督を相続し、翌年に児玉太兵衛の養女を娶る。
家格は無給通組（下級武士上等）、石高26石という極貧の武士であったため、農業もしながら生計を立て、7人の子供を育てていた。おまけに三男・敏三郎は発声が不自由であった。天保3年（1830年）に記録御次番役となり、翌年に呉服方になる。天保6年（1835年）、弟・吉田大助が死去したため、吉田家（家禄57石）の家督を次男の寅之助（松陰）に相続させた。
安政元年（1855年）、密航を企てた松陰が生家預かりとなり、常道宅に蟄居することとなる。その際、松陰は父や近親者に『孟子』や『武教全書』を講じる。安政2年（1856年）、松陰の処分が解け、松下村塾の主宰者となると、長男・修道（梅太郎）と共に最初の生徒となる。安政6年（1859年）5月に松陰が江戸護送となると、藩職を罷免され万延元年（1860年）に家督を修道に譲るが、文久3年（1863年）に当職（国相府）内用方になり、盗賊改方を兼務する。慶応元年（1865年）3月に辞職しほどなくして死去した。

## 登場作品
- 『花神』 - 1977年、NHK総合、演：久米明
- 『花燃ゆ』 - 2015年、NHK総合、演：長塚京三